# Hotzenplotz (Fluss)
Die Hotzenplotz (österreichisch Ossa; tschechisch Osoblaha sowie polnisch Osobłoga) ist ein linker Nebenfluss der Oder in Tschechien und Polen.

## Verlauf

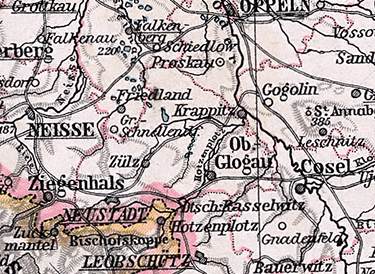
Verlauf der Hotzenplotz auf einer Karte von 1905

Die Ossa entspringt am Nordhang des Kutný vrch (Lachberg, 866 m) im Zuckmanteler Bergland in Tschechien. Sie führt zunächst nach Norden und wendet sich in Petrovice am Fuße des Ďáblův kopec (644 m) nach Nordosten. Bei Janov erreicht der Bach das Leobschützer Lößhügelland (Opavská pahorkatina/Płaskowyż Głubczycki). An seinem weiteren Lauf liegen Jindřichov ve Slezsku, Arnultovice, Vysoká ve Slezsku, Pitárné, Životice, Sádek, Dívčí Hrad, Dolní Povelice, Kampelička, Dubský Mlýn, Ostrá Hora und die Burgruine Fulštejn (Fülstein). Ab Bohušov fließt die Osoblaha Richtung Norden und parallel zur polnischen Grenze vorbei an Dolní Mlýn, Sławoszów und Nowa Wieś nach Osoblaha, wo sie sich nach Nordosten wendet und bei Studnice den Prudník (Braune) aufnimmt. Anschließend fließt der Bach auf polnisches Gebiet und wird Osobłoga genannt. Über Racławice Śląskie, Klisinko, Dzierżysławice, Mochów, Głogówek und Krapkowice mündet der Fluss schließlich in die Oder.
Ihr Einzugsgebiet umfasst 993,2 km², davon liegen 745 km² in Polen.

## Flussnamen
Der Fluss wird an seinem Oberlauf bis zum Zusammenfluss mit dem Mušlov als Petrovický potok (Petersbach) bezeichnet, auf dem nachfolgenden Flussabschnitt wird er Osoblaha (Deutsch: Ossa) genannt. Der deutsche Name Hotzenplotz bezeichnet den Flusslauf unterhalb der Einmündung des Prudník (Braune). In Polen wird er seit 1945 analog zum Tschechischen  als Osobłoga benannt.

## Zuflüsse
- Svinný potok (r) (Saubach), Jindřichov
- Mušlov (l) (Muschelbach), Pitárné
- Liptaňský potok (r), oberhalb Dolní Povelice
- Povelický potok (r), Dolní Povelice
- Lužná (r) (Roßwalder Mühlbach), am Bahnhof Koberno
- Karlovský potok (l), Dubský Mlýn
- Hrozová (r) (Großebach), Bohušov
- Pomezní potok (r), bei Sławoszów
- Lesný potok (l), Osoblaha
- Prudnik (l) (Braune), Studnice
- Biała (l) (Zülzer Wasser), oberhalb  Krapkowice